# Ischnothyreus darwini
Ischnothyreus darwini là một loài nhện trong họ Oonopidae.
Loài này thuộc chi Ischnothyreus. Ischnothyreus darwini được miêu tả năm 2009 bởi Edward & Harvey.